# Strikeforce: Henderson vs. Babalu
Strikeforce: Henderson vs. Babalu（ストライクフォース：ヘンダーソン・バーサス・ババル）は、アメリカ合衆国の総合格闘技団体「Strikeforce」の大会の一つ。2010年12月4日、ミズーリ州セントルイスのスコットトレード・センターで開催された。

## 大会概要
本大会ではダン・ヘンダーソンとレナート・ババルによるライトヘビー級ワンマッチが組まれた。

## 試合結果
第9試合 ライトヘビー級 5分3R
○  オヴァンス・サンプレー vs.  ベンジー・ラダック ×
3R終了 判定3-0
第10試合 ヘビー級 5分3R
○  アントニオ・シウバ vs.  マイク・カイル ×
2R 2:49 TKO（レフェリーストップ：マウントパンチ）
第11試合 ミドル級 5分3R
○  ロビー・ローラー vs.  マット・リンドランド ×
1R 0:50 KO（右フック）
第12試合 ウェルター級 5分3R
○  ポール・デイリー vs.  スコット・スミス ×
1R 2:09 KO（左フック）
第13試合 ライトヘビー級 5分3R
○  ダン・ヘンダーソン vs.  レナート・ババル ×
1R 1:53 KO（パウンド）